# 17645 Inarimori
17645 Inarimori è un asteroide della fascia principale. Scoperto nel 1996, presenta un'orbita caratterizzata da un semiasse maggiore pari a 3,1669344 UA e da un'eccentricità di 0,2201841, inclinata di 7,11606° rispetto all'eclittica.